# William Barnes (Sportschütze)
Thomas William Barnes (* 5. März 1876 in Hamilton; † 16. Dezember 1925 ebenda) war ein kanadischer Sportschütze.

## Erfolge
William Barnes nahm an den Olympischen Spielen 1924 in Paris im Trap teil. Im Mannschaftswettbewerb belegte er mit der kanadischen Mannschaft hinter den Vereinigten Staaten und vor Finnland den zweiten Platz. Mit insgesamt 360 Punkten war die Mannschaft, die neben Barnes noch aus George Beattie, James Montgomery, Samuel Vance, John Black und Samuel Newton bestand, gleichauf mit den Finnen, besiegte diese aber in einem abschließenden Stechen und gewann damit die Silbermedaille. Barnes war mit 85 Punkten der zweitschwächste Schütze der Mannschaft, sodass seine Punktzahl nicht in die Gesamtwertung einging.
Sein Sohn Rolph Barnes war ebenfalls Teilnehmer der Olympischen Spiele 1924; er startete im 1500-Meter-Lauf. Barnes selbst erbte von seinem Vater einen Steinbruchbetrieb, den er als Geschäftsführer betrieb und ausbaute. Nach seinem Tod führte sein Sohn Rolph die Geschäfte fort.